# TOI-1693
TOI-1693 — одиночная звезда в созвездии Возничего на расстоянии около 100 световых лет (около 30,8 парсек) от Солнца. Видимая звёздная величина звезды — +12,79m.
Вокруг звезды обращается, как минимум, одна планета.

## Характеристики
TOI-1693 — красный карлик спектрального класса M. Масса — около 0,49 солнечной, радиус — около 0,46 солнечного. Эффективная температура — около 3222 К.

## Планетная система
В 2022 году группой астрономов, работающих в рамках программы TESS, было объявлено об открытии планеты TOI-1693 b.